# Luca Ceriscioli
Luca Ceriscioli (ur. 15 marca 1966 w Pesaro) – włoski polityk i nauczyciel, od 2004 do 2014 burmistrz Pesaro, od 2015 do 2020 prezydent Marche.

## Życiorys
Ukończył studia matematyczne na Uniwersytecie Bolońskim. Pracował jako nauczyciel matematyki i fizyki oraz nauczyciel akademicki w Istituto Tecnico Industriale Statale w Urbino.
W 1995 po raz pierwszy uzyskał mandat w radzie miejskiej Pesaro z listy Sojuszu Postępowców. Działał kolejno w Demokratycznej Partia Lewicy, Demokraci Lewicy i po przekształceniu w Partii Demokratycznej. Był burmistrzem jednej z dzielnic Pesaro, a w latach 2000–2004 – asesorem ds. robót publicznych we władzach miasta. Potem do 2014 przez dwie kadencje jego burmistrzem. W marcu 2015 wygrał prawybory na prezydenta regionu Marche w PD. 11 czerwca 2015 objął to stanowisko z poparciem centrolewicowej koalicji. Zakończył pełnienie funkcji 30 września 2020.
Żonaty z Larą, ma dwoje dzieci.